# Evangelische Kirche Breidenbach

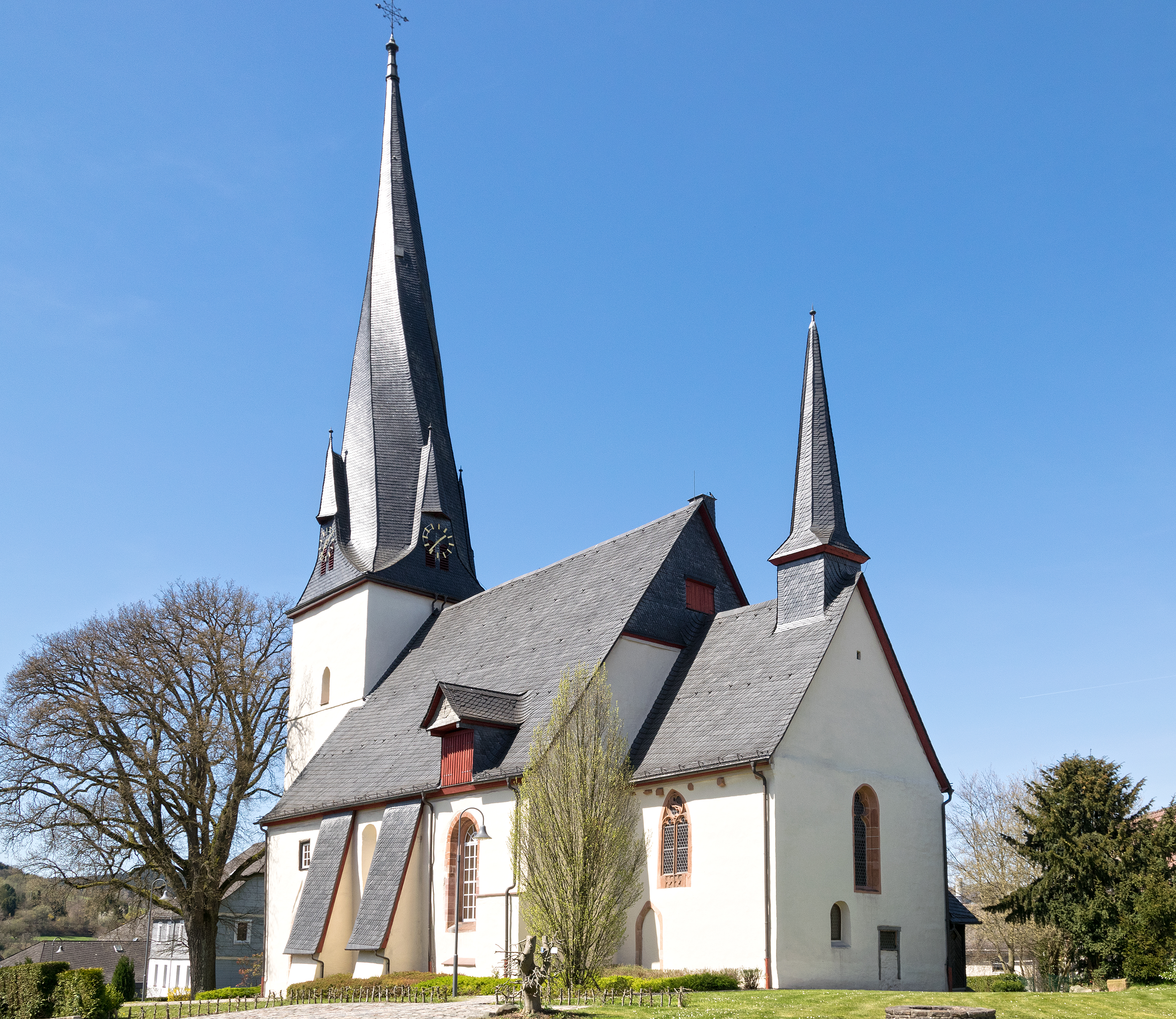
Evangelische Kirche Breidenbach

Die evangelische Kirche Breidenbach ist ein Kirchengebäude in Breidenbach im Hessischen Hinterland. Die dreischiffige frühgotische Hallenkirche ist als denkmalgeschütztes Werk in der Liste der Kulturdenkmäler in Breidenbach verzeichnet. Der Chor geht in seinen Grundmauern möglicherweise auf die Zeit des Bonifatius zurück. Der Westturm mit seinem gedrehten Spitzhelm ist das Wahrzeichen Breidenbachs.

## Geschichte
Eine Kirche in Breidenbach ist urkundlich erstmals im Jahr 913 erwähnt, als Priester Guntbald seinen Besitz einschließlich der Taufkirchen (legitimas ecclessias) in Breidenbach im Perfgau und Muffendorf im Bonngau dem Walpurgisstift Weilburg vermacht. Wahrscheinlich geht eine Vorgängerkapelle, die dem heiligen Martin von Tours geweiht war, auf die Zeit des Bonifatius zurück. Im Jahr 993 schenkte König Otto III. dem Hochstift Worms das Stift Weilburg, wozu auch die Breidenbacher Kirche gehörte. Die Kirche ging im Jahr 1100 in den Besitz des Grafen Werner über, der bis zu seinem Tod im Jahr 1121 Vogt (advocatus) und Patron für die Kirche blieb. Bis 1103 gehörten 29 Filialen zum Breidenbacher Kirchspiel. Im Jahr 1103 wurden Ober- und Niedereisenhausen aus der Mutterkirche Breidenbach ausgepfarrt und bildeten eine eigene Pfarrei. Von 1122 bis 1339 waren die Grafen von Nassau Besitzer und Patronatsherren, von 1339 bis 1570 die Herren von Hohenfels. Die heutige Kirche geht auf das 13. Jahrhundert zurück, wurde aber mehrfach umgebaut. Gerlach von Breidenbach und seine Frau stifteten 1479 das südliche Chorfenster.
Im ausgehenden Mittelalter war Breidenbach Sendkirche des Bezirks innerhalb des Dekanats Kesterburg (Christenberg) und gehörte im Archidiakonat St. Stephan zur Erzdiözese Mainz. Vor Einführung der Reformation waren noch 16 Ortschaften als Filialen nach Breidenbach eingepfarrt. Als die Reformation eingeführt wurde, wechselte die Kirchengemeinde zum evangelischen Bekenntnis. Erster protestantischer Pfarrer war von 1528 bis 1564 Balthasar Kleinhenn, der zunächst römisch-katholischer Priester war. Seit 1540 bildeten Lixfeld und Oberhörlen eine eigene Pfarrei. Die Filialen Wallau und Weifenbach lösten sich 1551 von der Mutterkirche und wurden zur selbständigen Pfarrei Wallau erhoben. Das Kirchspiel umfasste 1582 noch zehn Orte. Im Jahr 1606 nahm die Gemeinde Breidenbach das reformierte Bekenntnis an, um 1624 endgültig zum lutherischen zurückzukehren. Die in der zweiten Hälfte des 16. Jahrhunderts zusätzlich zur Pfarrstelle eingerichtete Kaplanei wurde 1624 wieder aufgehoben, im Jahr 1660 aber wieder installiert.

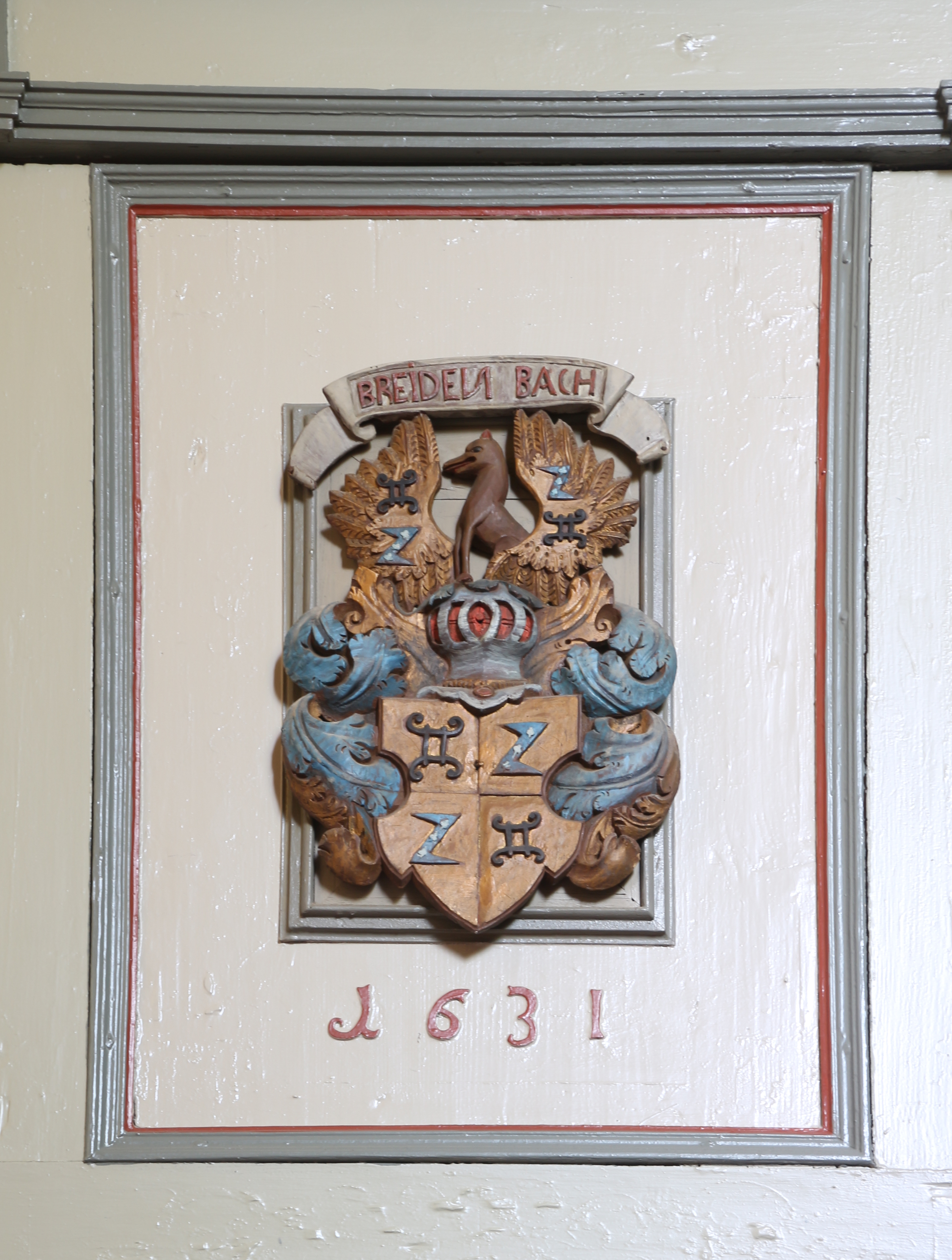
Wappen derer von Breidenbach (1631) an der nördlichen Chorempore

Eine umfassende Sanierung fand von 1624 bis 1629 statt, bei der unter anderem eine neue Kanzel angeschafft wurde und die Emporen erweitert wurden. Während der Dienstzeit von Pfarrer Andreas Beißenherz folgte 1774 eine umfassende Innenrenovierung. Die Emporen erfuhren eine nochmalige Erweiterung und erhielten die Brüstungsmalereien. Für die neue Orgel wurde der Adelsstand im Nordosten 1768 versetzt. Ein zweiter Adelsstand mit verglasten Fenstern an der gegenüberliegenden Südseite wurde 1966 bei Arbeiten am Fundament der Kirche beschädigt und abgebrochen. Die Spitze des Helmaufbaus, Turmknauf und Hahn wurden im Jahr 1858 erneuert.
Im Zuge einer Innenrenovierung von 1952 bis 1954 wurden die übertünchten Wandmalereien in Gelb, Braun und Rot wieder freigelegt und teilweise ergänzt, ein neues Kirchengestühl angeschafft und der Fußboden mit neuen Platten belegt. Durch das Einziehen einer Wand unter der Mittelempore entstand ein separates Turmzimmer. 1969 folgte die Erneuerung der Kirchenfenster, Anfang der 1970er Jahre die Renovierung von Kanzel, Orgel, Altarkreuz und Taufstein. Eine grundlegende Restaurierung der Kirche in den Jahren 1999 bis 2004 schloss auch den Kirchturm ein. Das südliche Chorfenster wurde 2003 teilweise rekonstruiert und erhielt Maßwerk mit Dreipass und eine wabenförmige Bleiverglasung. Im selben Jahr wurde hinter der Ostwand des Südschiffs ein Hohlraum entdeckt, dessen mittelalterliche Malereien freigelegt und konserviert wurden, bevor der Hohlraum wieder verschlossen wurde. Sie zeigen Johannes den Täufer und eine Leiter mit einem Henkelkorb und einem Dreizack. Weitere Wandmalereien aus dem südlichen Vorraum zur Sakristei mit Szenen aus der Passionsgeschichte, die wahrscheinlich im 13. Jahrhundert entstanden, wurden 2004 entdeckt und gesichert.

## Architektur

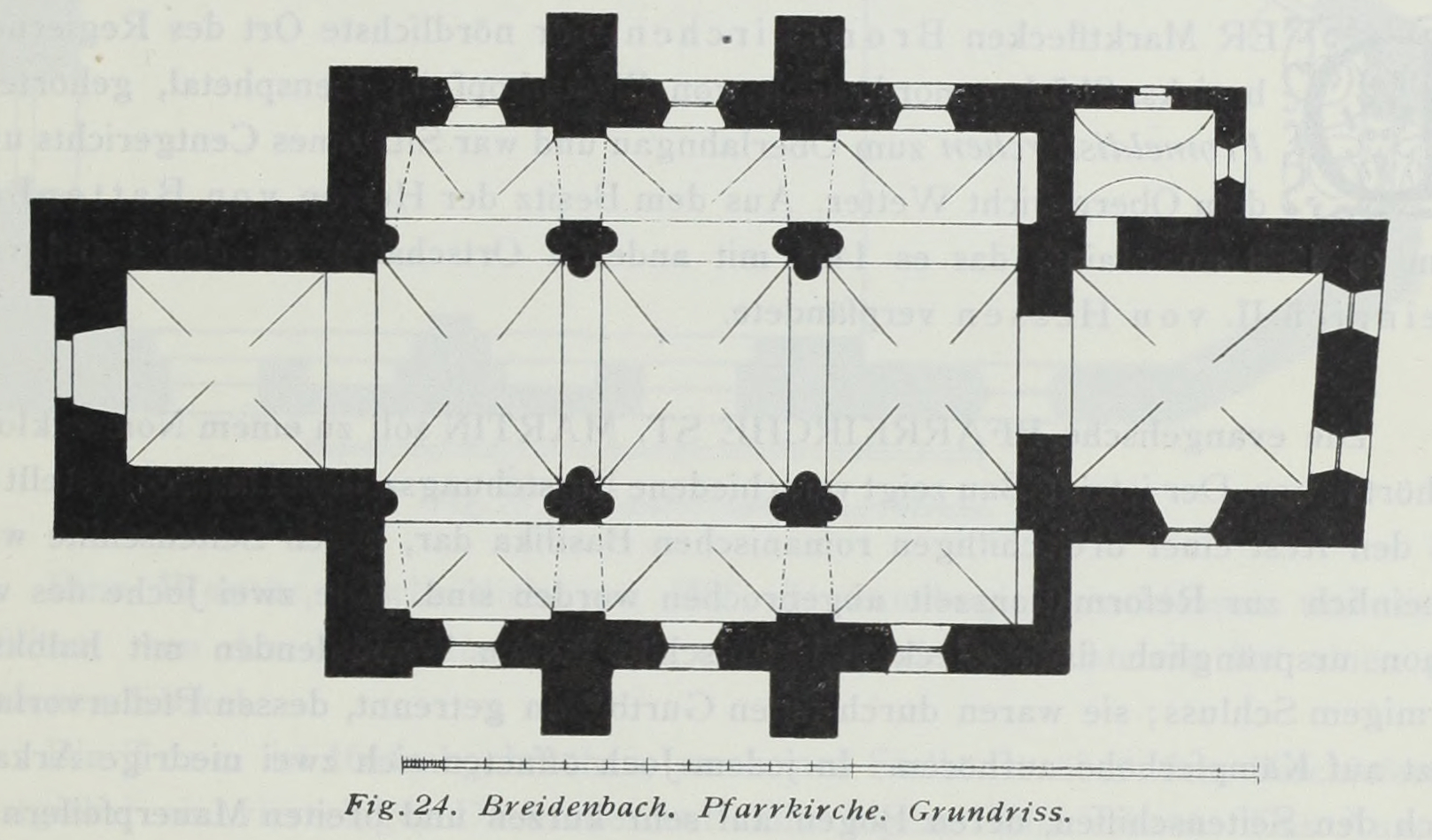
Grundriss von Turm, Schiff und Chor

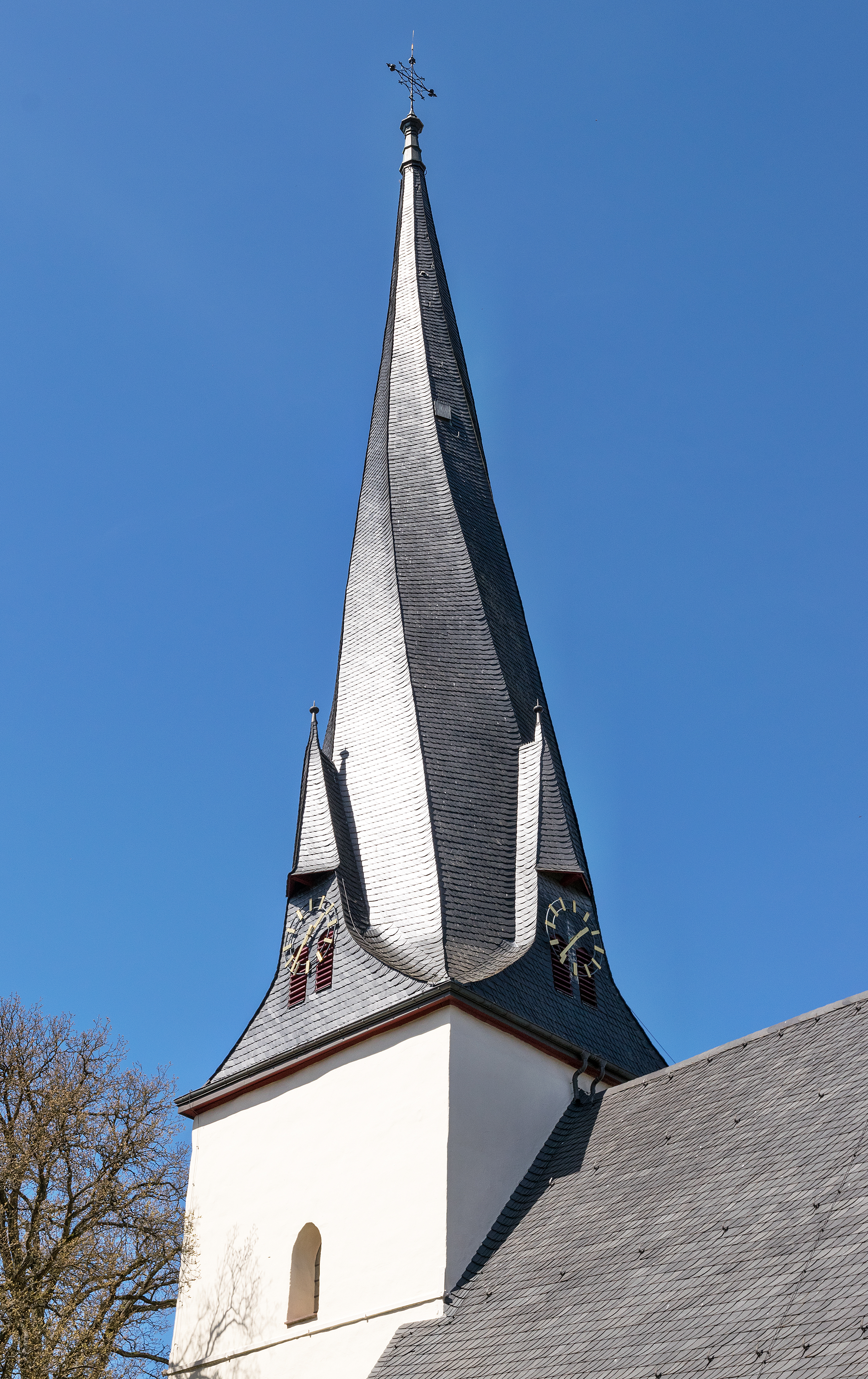
Gedrehter Spitzhelm des Westturms

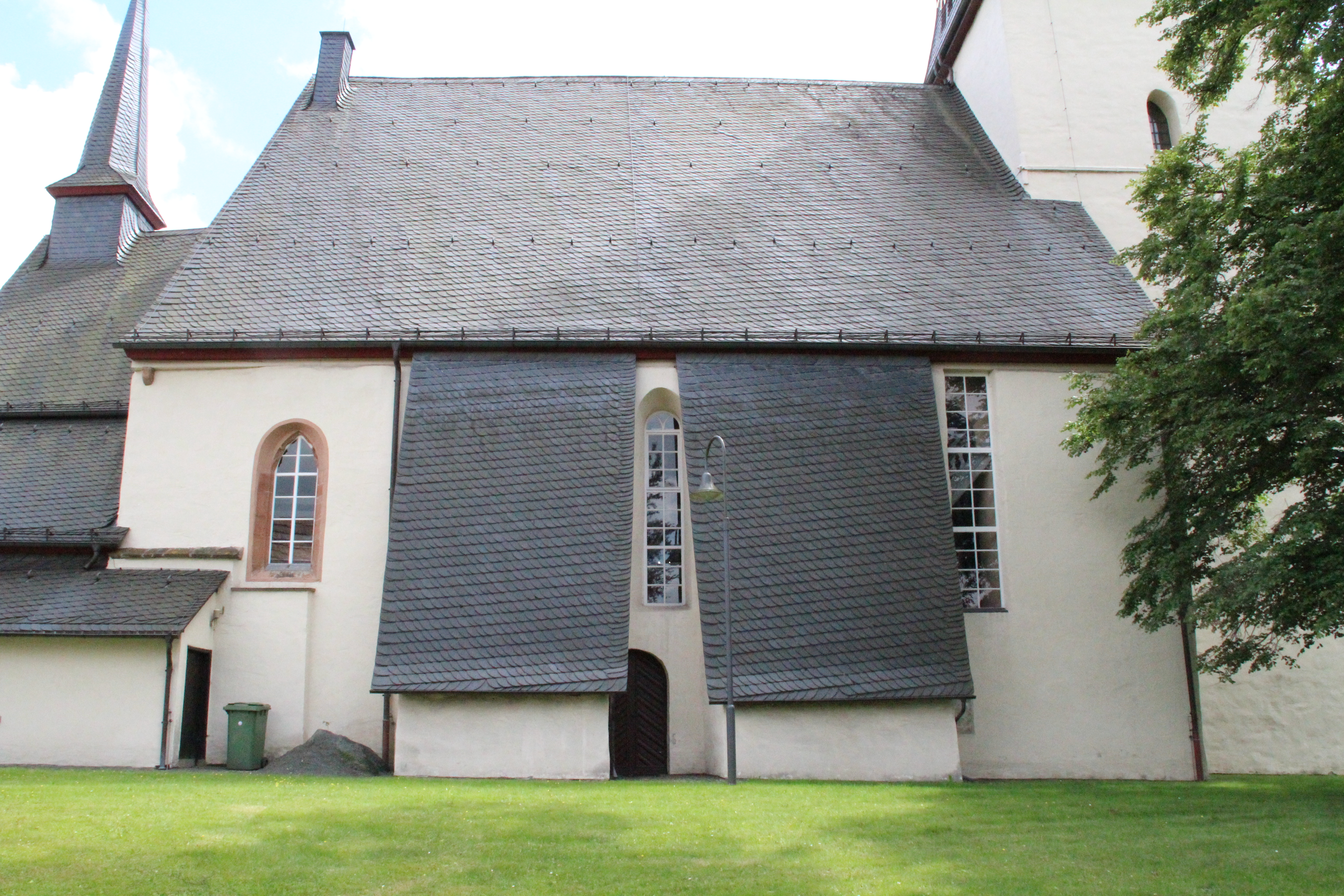
Nordseite des Schiffs

Die in etwa geostete, hellgelb verputzte Kirche wurde in der Mitte des 13. Jahrhunderts im Ortszentrum errichtet. Sie lässt südwestfälischen Einfluss erkennen. Die ältesten Baukörper sind der Chor auf quadratischem Grundriss und der vierseitig aufgemauerte Schaft des Kirchturms, dessen wehrhafte romanische Konstruktion auf die Zeit um 1000 weist. Turm, Chor und Mittelschiff weisen dieselbe Breite auf.
Das Langhaus wird von einem steilen Satteldach von 1477/1478 bedeckt, dessen Dachfirst fast an die Traufe des Turms reicht. Von außen stützen schräg gestellte Strebepfeiler aus der Zeit um 1460 die Gewölbe der drei gleich hohen Hallen mit je drei Jochen. Die ursprünglichen kleinen Nebenapsiden an den Seitenschiffen sind nicht erhalten. Das Mittelschiff wird von Gratkuppeln aus der Mitte des 13. Jahrhunderts überwölbt, die in den Seitenschiffen in halber Form ausgeführt sind. Arkaden mit stumpfen Spitzbögen öffnen die schmalen Seitenschiffe zum Mittelschiff. Die Schildbögen der Seitenschiffe sind halbkreisförmig, die Gurte des Mittelschiffs gedrückt. Die vier Mittelschiffpfeiler auf quadratischen Grundrissen haben angeputzte Kapitelle aus Bruchstein. Pfeiler und Gurte weisen Quaderbemalung auf. Ursprünglich waren kleine hochsitzende Rundbogenfenster im oberen Drittel der Seitenschiffe eingelassen. Heute wird das Schiff durch große schlanke Fenster belichtet, deren Rundbogen noch aus romanischer Zeit erhalten sind, während andere in gotischer Zeit durch Spitzbogen ersetzt wurden. Das Schiff wird an den beiden Langseiten durch je ein rundbogiges Portal erschlossen. Die Westtür im Turm stammt aus neuerer Zeit.
Der massiv aufgemauerte Turmschaft hat drei Geschosse, von denen das obere durch ein umlaufendes Gesims abgesetzt ist. Der Turm wird von einem gedrehten, verschieferten Spitzhelm von 1501 bedeckt, der sich aus vier Dreiecksgiebeln entwickelt, die in einer steil aufragenden, kantigen Nase enden. In den Giebeln sind an jeder Seite je zwei kleine Schalllöcher eingelassen und ein Ziffernblatt für die Turmuhr angebracht. Der Helm wird von einem Turmknauf, einem verzierten Kreuz und einem Wetterhahn bekrönt. Das Glockengeschoss beherbergt ein Dreiergeläut mit zwei Glocken aus vorreformatorischer Zeit. Eine goss im Jahr 1454 Delman von Hungen (= Teil von Keppel), die andere 1512 vermutlich Hinrich von Dortmund. Das Erdgeschoss öffnet sich in der ganzen Breite zum Mittelschiff. Das erste Obergeschoss schließt mit einem Kreuzgratgewölbe ab und war ursprünglich in der ganzen Breite zum Schiff geöffnet, möglicherweise um als Herrschaftsempore zu dienen. Das oberste Geschoss dient als Glockenstube und hat spitzbogige Schallöffnungen.
Der Chor auf quadratischem Grundriss ist gegenüber dem Schiff niedriger und eingezogen. Zwei Maßwerkfenster versorgen das Innere, das mit einem Kreuzgratgewölbe aus der Mitte des 13. Jahrhunderts überwölbt ist, mit Licht. Das östliche Fenster geht auf das dritte Viertel des 13. Jahrhunderts zurück und ist ohne Mittelpfosten. In der Giebelspitze erhebt sich ein Vierpass über zwei Spitzbögen. Das südliche ist zweibahnig und hat zwei nasenbesetzte Rundbögen unter einer Fischblase. Darunter sind in der Außenmauer zwei quadratische Blenden eingelassen, die das Wappen von Breidenbach und ein weiteres zeigen, eine Bauinschrift von 1479 tragen und das Stifterehepaar nennen: „anno domini mdcccclxxix gerard von Breidbach, Lyse sin husfraw“. Links unten ist ein kleines Rundbogenfenster und rechts unten ein kleines Rechteckfenster eingelassen. Der Chor wird von einem verschieferten Satteldach bedeckt, dem ein kleiner verschieferter Dachreiter aus der Zeit um 1500 aufgesetzt ist. Dieser besteht aus einem kubusförmigen Schaft und einem oktogonalen Spitzhelm. Im Inneren öffnet ein hoher, eingezogener Spitzbogen den Chor zum Mittelschiff. Im Nordosten ist in der Ecke zwischen Schiff und Chor eine kleine Sakristei auf rechteckigem Grundriss angebaut. Sie steht in der Flucht der Nordwand des Schiffs und ist im Inneren mit einem Tonnengewölbe überspannt.

## Ausstattung

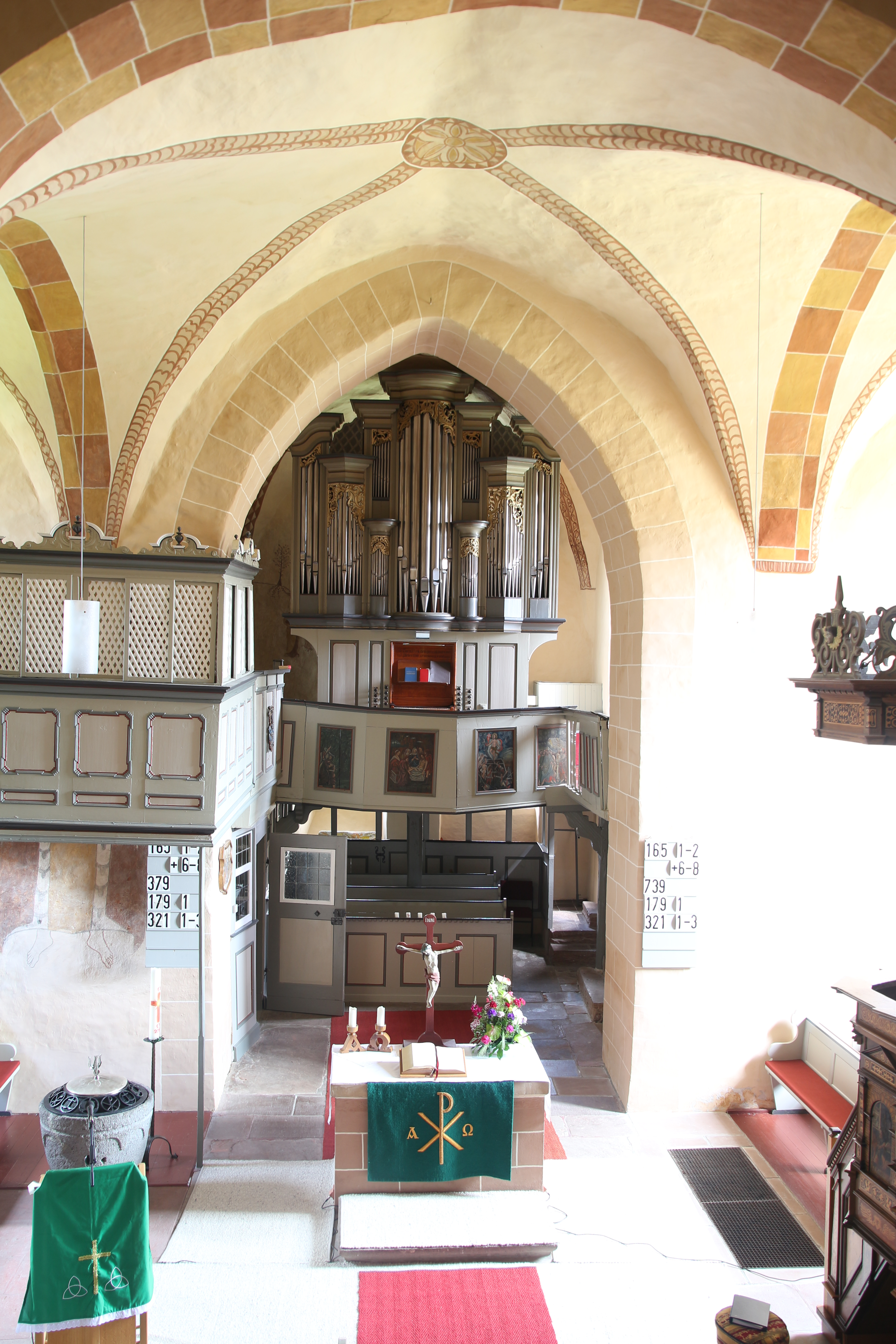
Blick zum Altarraum und Chor

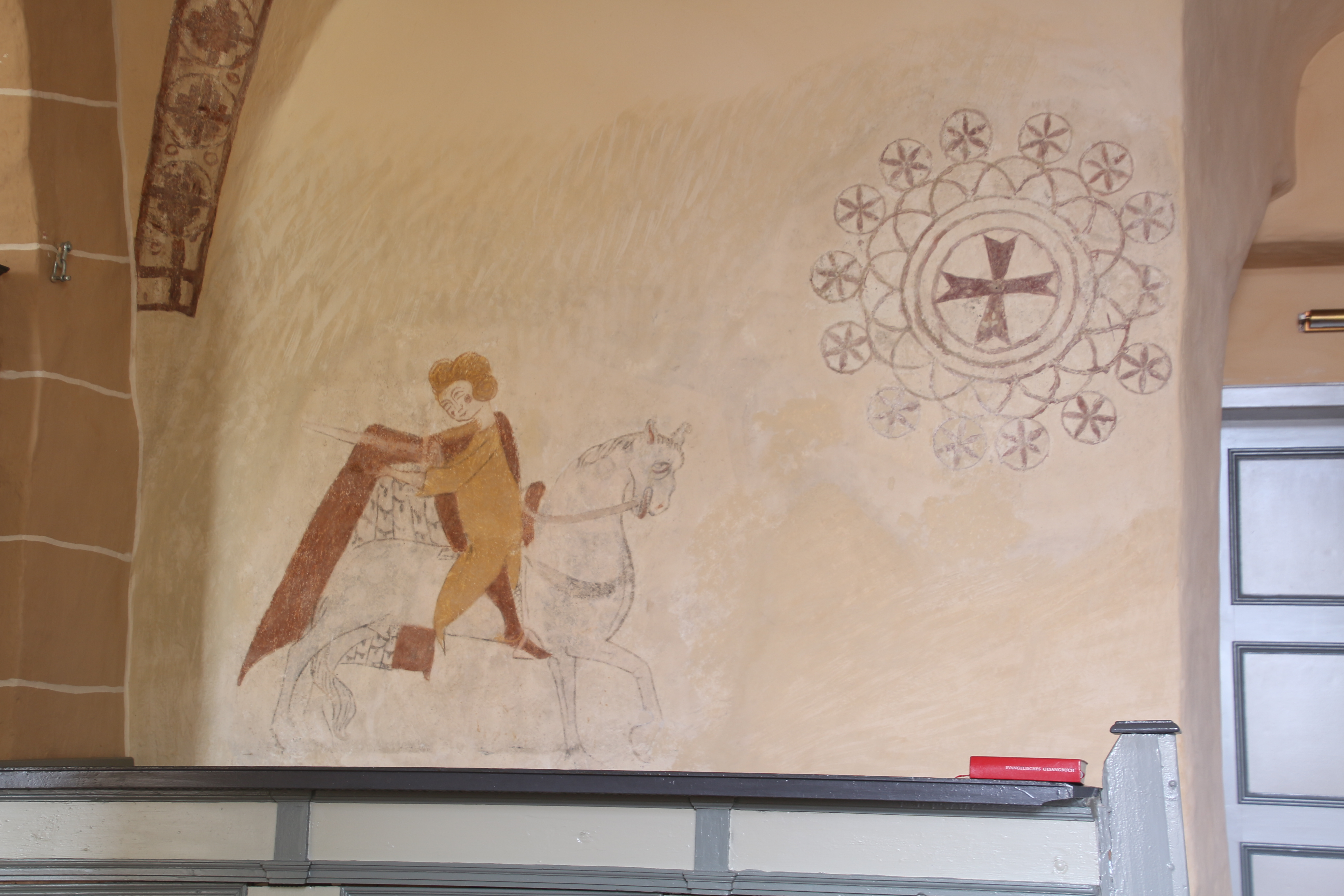
Wandfresken: heiliger Martin und Weihekreuz

Zur Erstausstattung aus der Zeit um 1250 gehört das Taufbecken aus Lungstein mit Rundbogenfries, das jahrzehntelang im Pfarrgarten stand und seit 1976 wieder in der Kirche aufgestellt wurde und seinen Platz links des Altars gefunden hat. Der heimische Kunstschmied Erwin Thomä schuf den schmiedeeisernen ringförmigen Aufsatz nach einem Entwurf von Pfarrer Ulrich Contag und einer Zeichnung von Günther Ostrowski. Er zeigt in Kreisen Symbole der Kirche als Schiff und der Taufe sowie das Christusmonogramm und nimmt in der Mitte die silberne Taufschale auf. Auf dem Blockaltar steht ein Kruzifix aus der Zeit um 1300, dessen ursprüngliche Fassung Kirchenmaler Hermann Velte 1975 wiederherstellte.

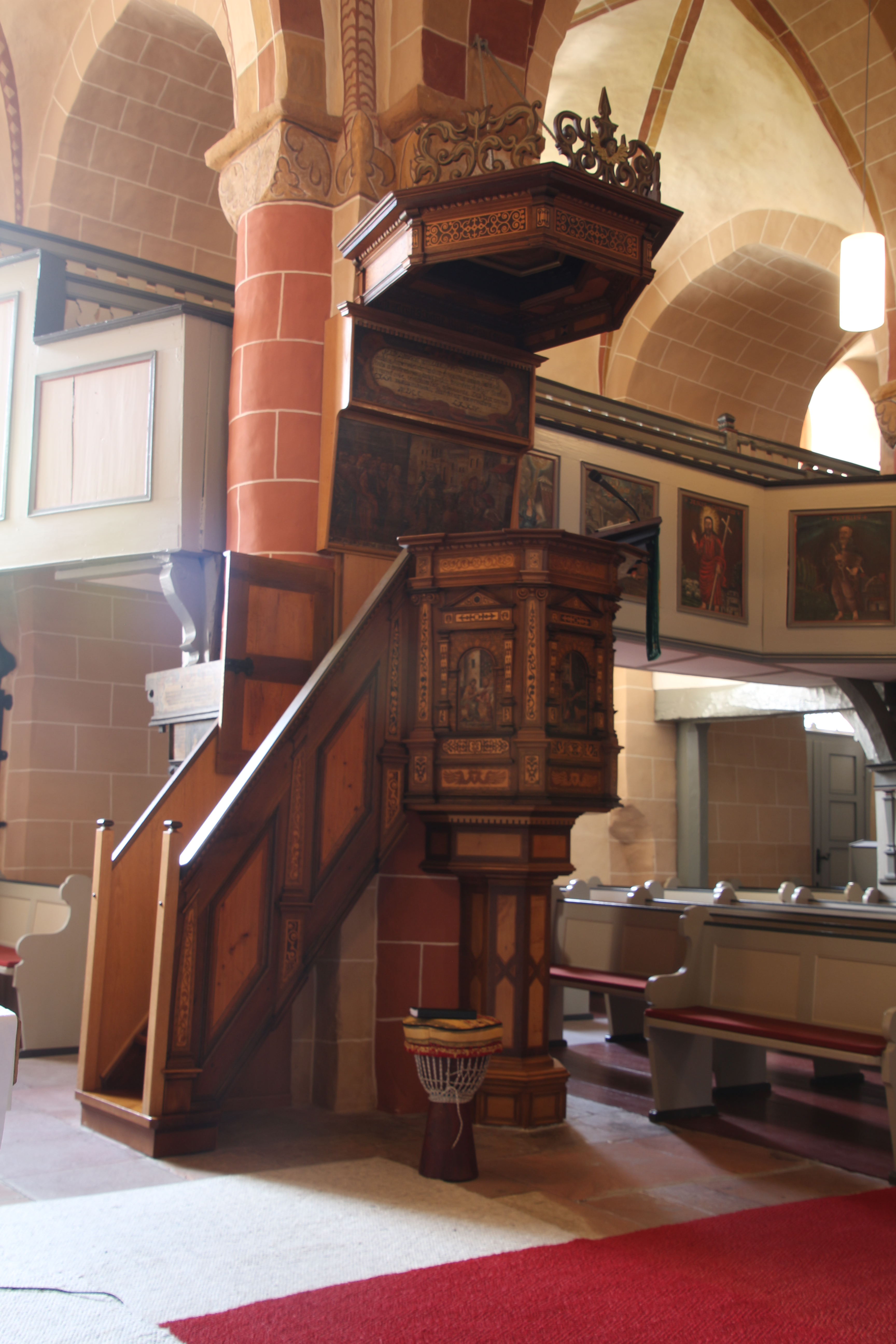
Renaissance-Kanzel von 1628

Im oberen Bereich des Chors zeigen Wandfresken aus der Zeit um 1300 Martin von Tours auf einem Pferd, den Lebensbaum und das Fragment einer Kreuzigungsszene, an der Nordostwand des Schiffs den heiligen Christophorus. Die polygonale hölzerne Renaissancekanzel am südöstlichen Pfeiler gestaltete im Jahr 1628 Wilhelm Möller (Miller), der 1631 die Kanzel in der Martinskirche Dautphe fertigte. Sie weist ebenfalls große Ähnlichkeit mit der ehemaligen Biedenkopfer Kanzel auf und ist mit Intarsien und Beschlagwerk reicht verziert. Der Schalldeckel wird von durchbrochenem Schnitzwerk bekrönt. Auf den Kanzelfeldern sind die vier Evangelisten und auf der Rückwand die Ausgießung des Heiligen Geistes dargestellt, die Johannes Bender malte. Die Taube im Schalldeckel schuf Bender im Jahr 1639. Im selben Jahr gestaltete Maler Bender eine Armentafel beim Kanzelaufgang, die die heilige Elisabeth von Thüringen bei der Speisung von Armen und Kranken zeigt. Darunter ist ein Opferstock aufgestellt. Vier marmorne Epitaphe aus den Jahren 1700, 1706, 1723 und 1760 erinnern an Pfarrerfamilien, ein weiteres an Ritter Hotzfeld († 1600). Gegenüber der Kanzel ist am nordöstlichen Pfeiler ein Gemälde mit hölzernem architektonischen Rahmenwerk aufgehängt, das wohl um 1628 entstand und ursprünglich als Altarretabel diente. Dargestellt sind Mose mit den Gesetzestafeln, der Harfe spielende König David und ein Hohepriester im Tempel.

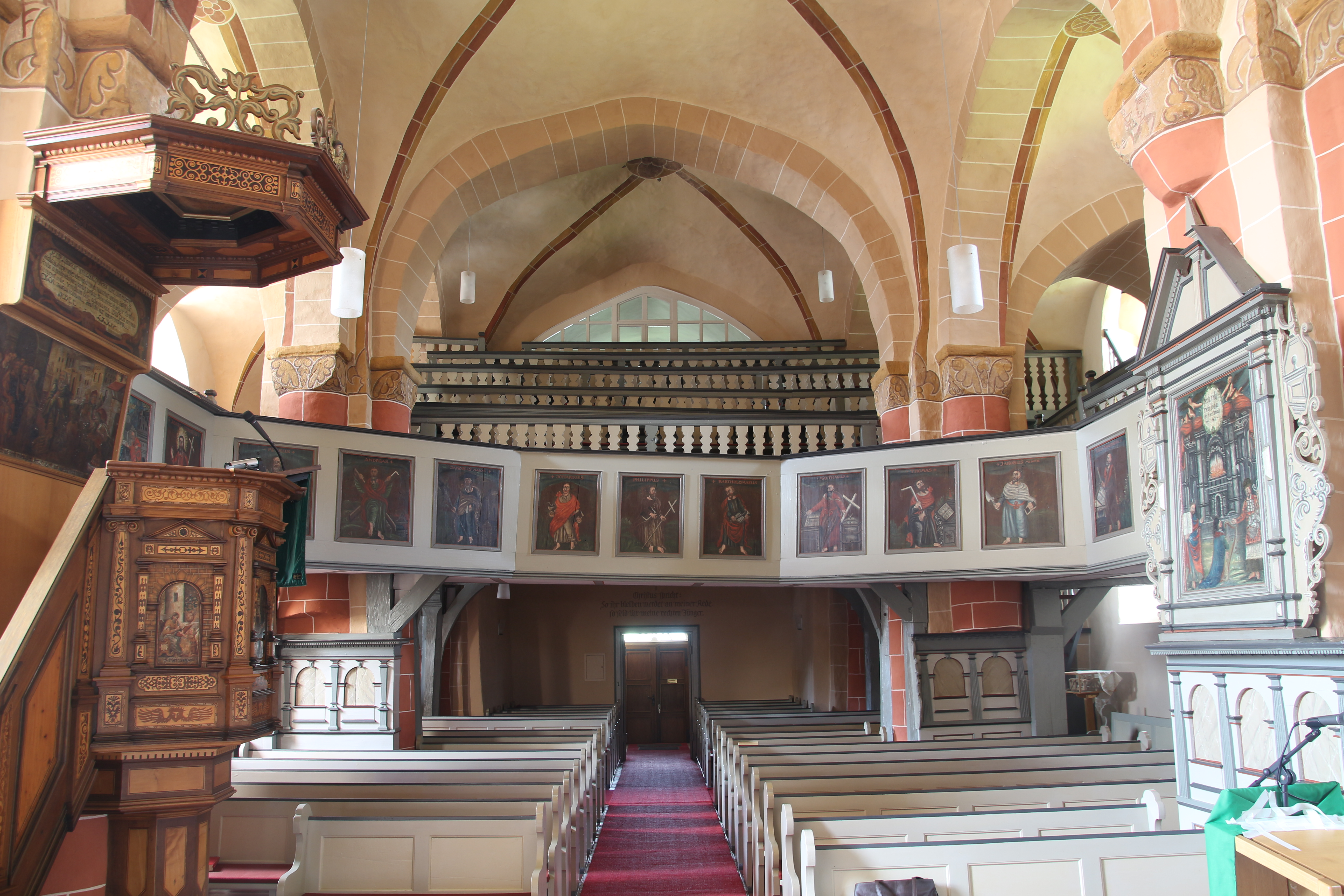
Innenraum Richtung Westen mit Brüstungsbildern von 1774

Die gestaffelten, dreiseitig umlaufenden Emporen wurden vom 16. bis 18. Jahrhundert eingebaut. Die Westempore ist die älteste und geht im Kern auf das Jahr 1521 zurück. Damit gehört sie zu den ältesten Holzemporen in Deutschland. Die Erweiterung der Westempore und die Emporen an den Langseiten datieren von 1628/1629. Im Jahr 1774 wurde die fünfreihige Westempore abgebrochen und als sechsreihige Empore wiederaufgebaut und unten eine siebte Reihe ergänzt. Auch die Seitenemporen wurden unten um je eine Reihe erweitert und verfügen seitdem über drei Reihen. Die 23 hufeisenförmig an der Brüstung im Mittelschiff angebrachten Emporenbilder schuf Johann Henrich Hahn im Jahr 1774. Sie zeigen neutestamentliche Szenen aus dem Leben Jesus und die Apostel. Im oberen Bereich haben die Emporen Baluster. Die konvexe Orgelempore im Chor trägt ebenfalls Brüstungsbilder. Die Nordempore im Chor trägt das Wappen derer von Breidenbach und ist mit 1631 bezeichnet, während die Ost- und Südempore wohl 1774 entstanden, als die Schiffsemporen ein letztes Mal erweitert wurden. Der hölzerne Stand für die Herren von Breidenbach mit durchbrochenem Rautenwerk und Rocailleformen am linken Chorbogen war ursprünglich weiter rechts über dem Breidenbacher Wappen von 1631 angebracht und stammt wohl aus dieser Zeit. Er wurde 1768 an seine heutige Stelle versetzt, um Platz für die neue Orgel zu schaffen. Das hölzerne Kirchengestühl aus dem Jahr 1954 hat geschwungene Wangen und lässt einen Mittelgang frei. Im Südschiff sind die kürzeren Bänke nach Osten, aber im östlichen Joch nach Norden, im Nordschiff lange Bänke nach Süden und im Chor kurze Bänke nach Westen zum Altar ausgerichtet. Die Bänke im Mittelschiff lassen einen Mittelgang frei.

## Orgel

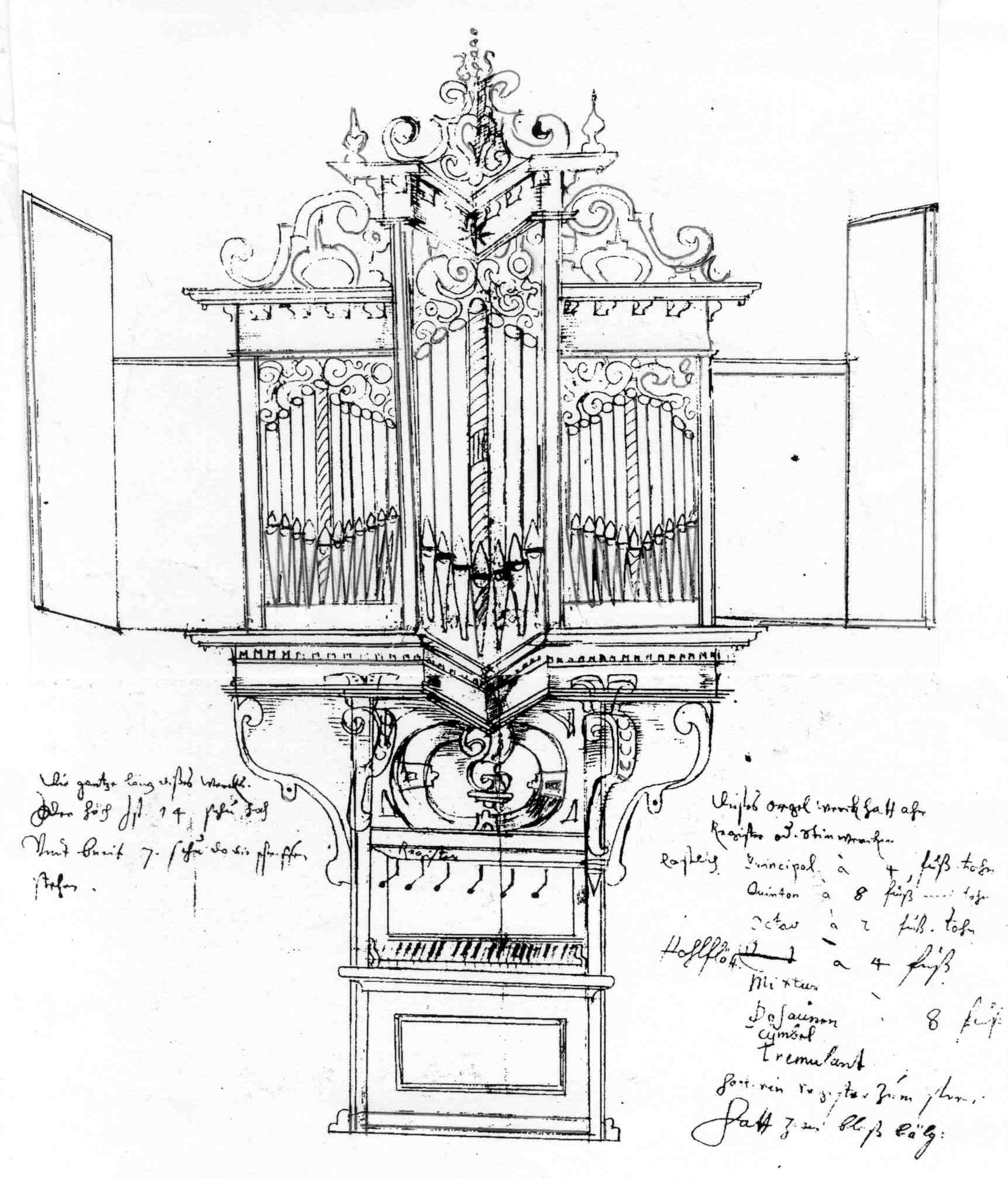
Zeichnung der Orgel von 1639

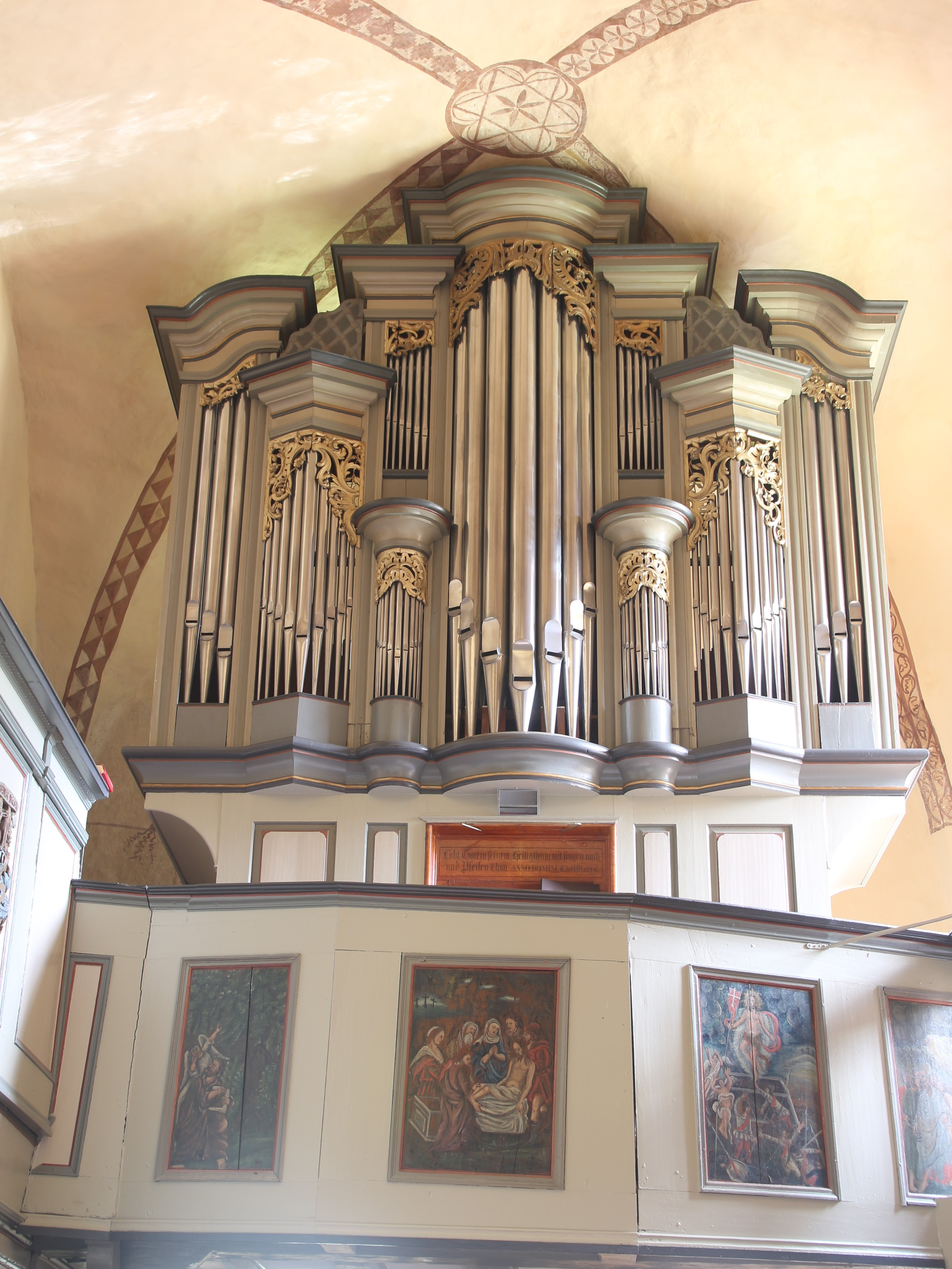
Heinemann-Orgel von 1768

1639 schaffte die Gemeinde eine neue Orgel des Licher Orgelbauers Georg Henrich Wagner an, die sieben Register und vier Nebenregister hatte. Die Nachfolgerin, die 1767/1768 vom bekannten Orgelbauer Johann Andreas Heinemann erbaut wurde, gilt als Kostbarkeit. Der überhöhte Mittelrundturm wird im unteren Bereich von zwei kleinen Rundtürmen und oben von zwei Flachfeldern mit stummen Pfeifen flankiert. Dem schließen sich zwei mittelgroße Spitztürme und außen zwei Flachfelder an. 1858 wurden durch Orgelbauer Küthe vermutlich die Manualklaviaturen ausgetauscht und die Registerbeschriftungen erstellt. Der zinnerne Prinzipal 8′ musste 1917 zu Kriegszwecken abgeliefert werden.
Das Instrument wurde in den Jahren 1971/1972 von der Orgelbaufirma Hillebrand (Altenwarmbüchen bei Hannover) restauriert und denkmalgerecht instand gesetzt. Allerdings wurde die verlorene Vox humana 8′ nicht rekonstruiert, sondern auf Vorschlag des Sachverständigen Hanns Brendel aus Wiesbaden durch eine Terz 1 3⁄5′ ersetzt. Hillebrand ergänzte die zwei fehlenden Chöre der Mixtur und fertigte neue Prospektpfeifen an. Das zum großen Teil original erhaltene Werk mit mechanischen Schleifladen verfügt über 14 Register, die auf einem Manual und Pedal verteilt sind. Die Disposition lautet wie folgt:
| Manual C–e3 |        |
| Principal   | 8′     |
| Gedackt     | 8′     |
| Quintatön   | 8′     |
| Flöte       | 8′     |
| Octave      | 4′     |
| Spitzflöte  | 4′     |
| Gedackt     | 4′     |
| Quinte      | 2 ⁄3′  |
| Octave      | 2′     |
| Gemshorn    | 2′     |
| Terz B/D    | 1 3⁄5′ |
| Mixtur IV   | 1′     |

| Pedal C–c1 |     |
| Subbass    | 16′ |
| Violonbass | 8′  |

- Koppel: I/P

## Geläut
Der Glockenturm beherbergt ein Dreiergeläut. Zwei spätgotische Glocken sind erhalten.  Die größere wurde 1512 gegossen und dem heiligen Martin von Tours geweiht. Auch die zweite Glocke von 1454 trägt eine Inschrift mit gotischen Minuskeln. Sie ist Maria geweiht und zeigt als Reliefs eine Madonna und zwei Heilige. Eine dritte Glocke war bereits 1625 vorhanden und wurde mehrfach umgegossen und vergrößert, zuletzt im Jahr 1910 durch Rincker. Nachdem sie 1917 zu Rüstungszwecken abgeliefert werden musste, goss Rincker 1921 eine neue Glocke. Die Glocke tat nur 20 Jahre ihren Dienst und wurde im Zweiten Weltkrieg eingeschmolzen. Rincker ersetzte sie im Jahr 1957.
| Nr. | Gussjahr | Gießer, Gussort                   | Durchmesser (mm) | Masse (kg) | Schlagton | Inschrift | Bild |
| --- | -------- | --------------------------------- | ---------------- | ---------- | --------- | --- | ---- |
| 1   | 1512     | Hinrich von Dortmund, Breidenbach | 1000             | 650        | gis1      | „sanctus martinus is min na[m] / min gelut is gode da[m] / ik stille den donder / ik beseste (?) de doden / ik rope [g]ot / anno d(omi)ni m ccccc xii“ (Sanctus Martinus ist mein Name, mein Geläut ist Gott angenehm. Ich stille den Donner, ich beweine die Toten, ich rufe Gott. Im Jahr des Herrn 1512) [Relief mit Schweißtuch der Veronika] |      |
| 2   | 1454     | Delmann von Hungen, Breidenbach   | 970              | 550        | a1        | „Sit aura pia do(minu)m rogat ista maria est sua vox bam bam potens repellere satan S(anctus) martinus Anno d(omi)ni m cccc l iiii“ (Still sei die Luft, wenn diese Maria Gott ruft, ihre Stimme macht bambam, vertreibt machtvoll Satan. Sanctus Martinus, im Jahr des Herrn 1454)                                                               |      |
| 3   | 1957     | Rincker, Sinn                     | 890              | 441        | h1        | „Suchet den Herrn so werdet ihr leben! Amos 5/6“ |      |